# NGC 5183
NGC 5183 este o liner situată în constelația Fecioara. A fost descoperită în 11 aprilie 1787 de către William Herschel. Se află la o distanță de 64,19 de megaparseci de Pământ.